# Hyptis capitata
Hyptis capitata är en kransblommig växtart som beskrevs av Nikolaus Joseph von Jacquin. Hyptis capitata ingår i släktet Hyptis och familjen kransblommiga växter. Inga underarter finns listade i Catalogue of Life.

## Bildgalleri

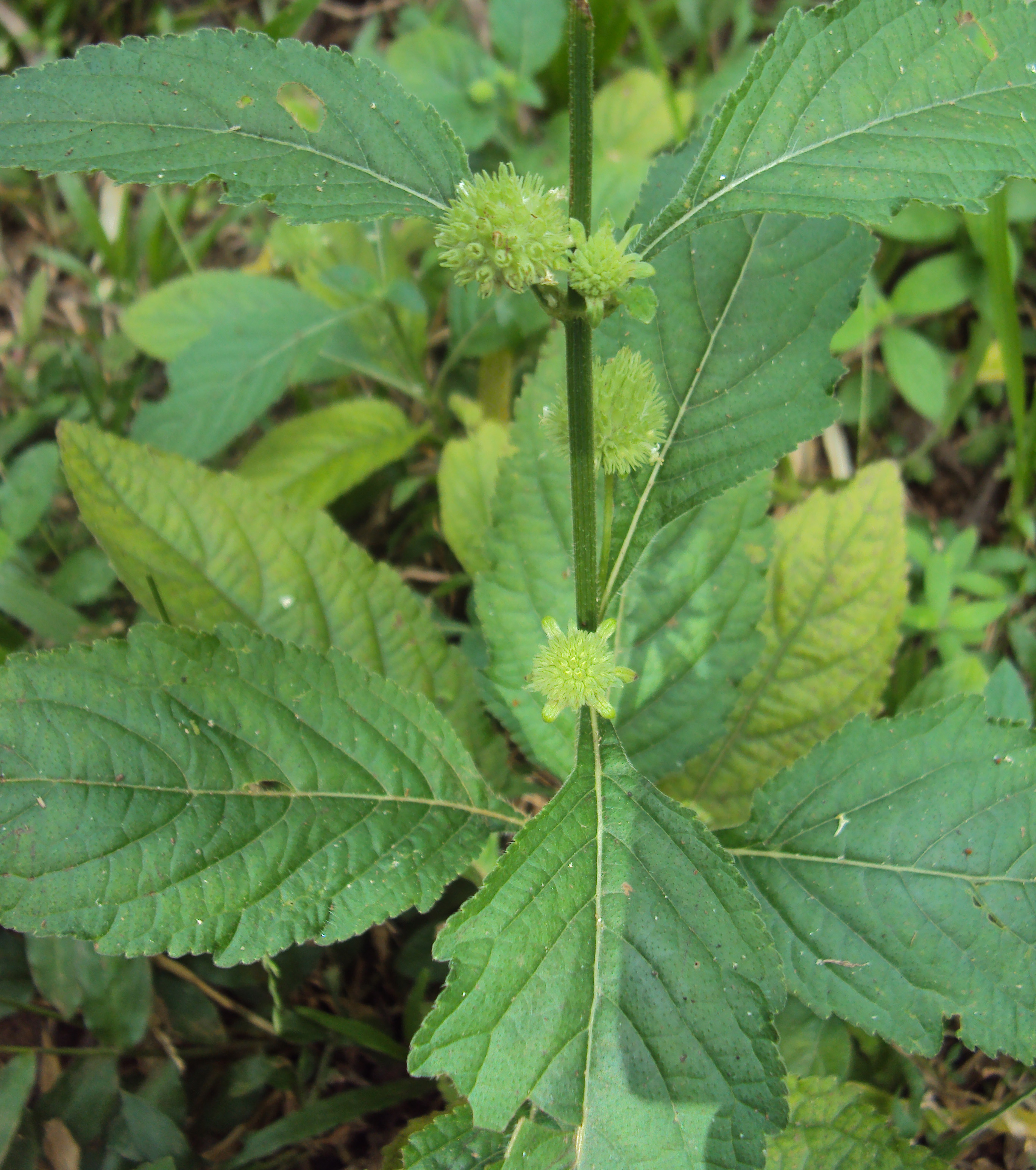
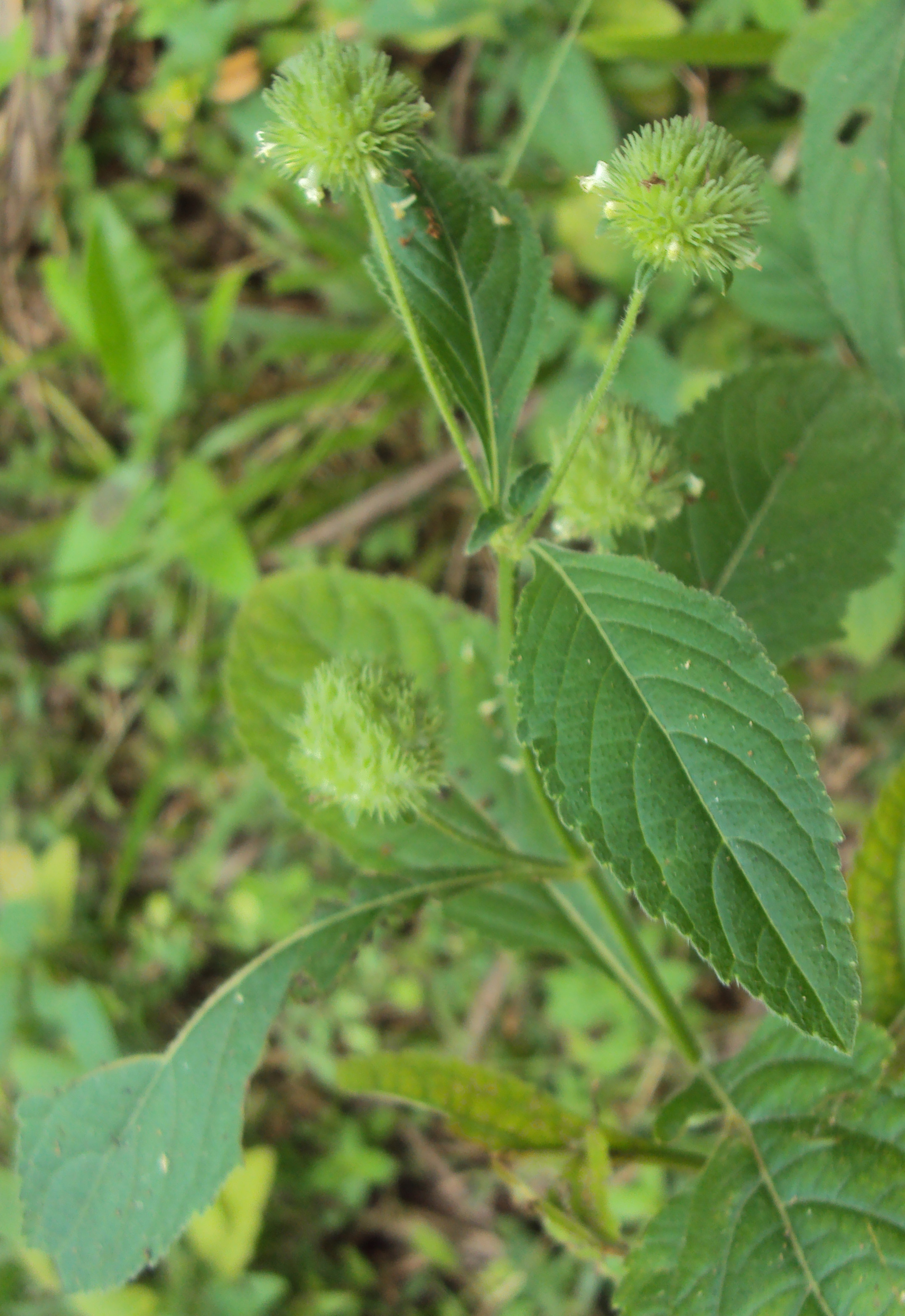
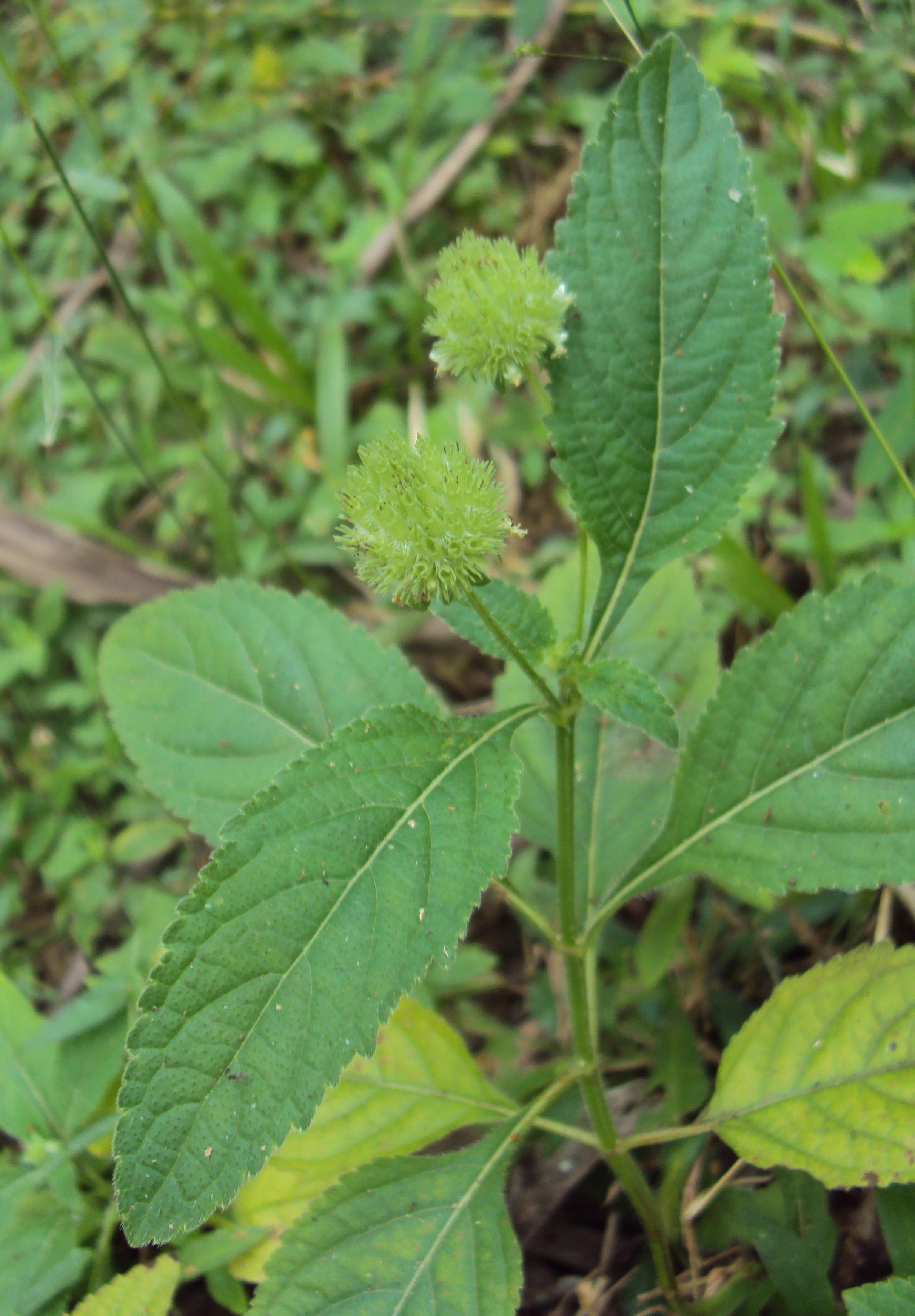
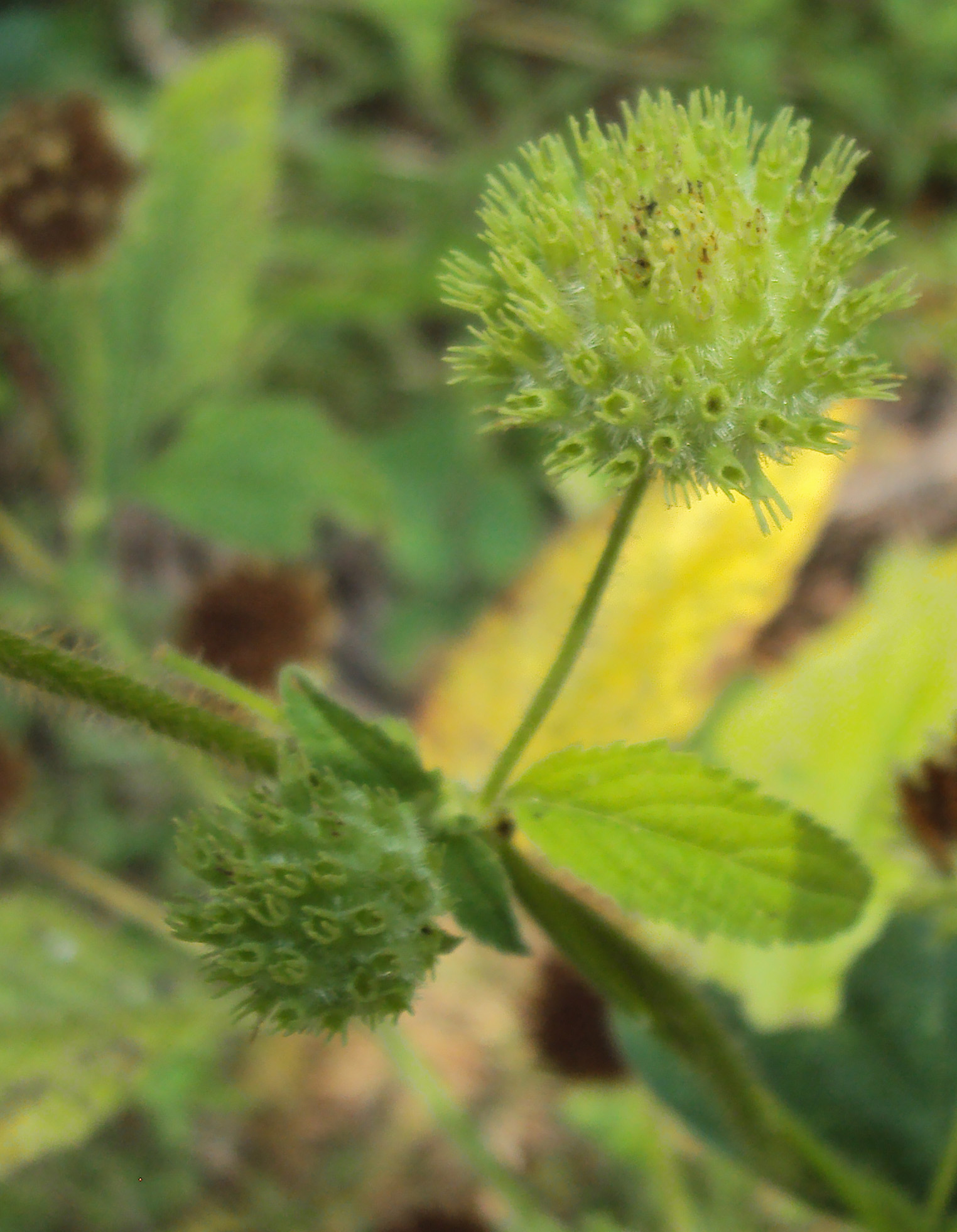
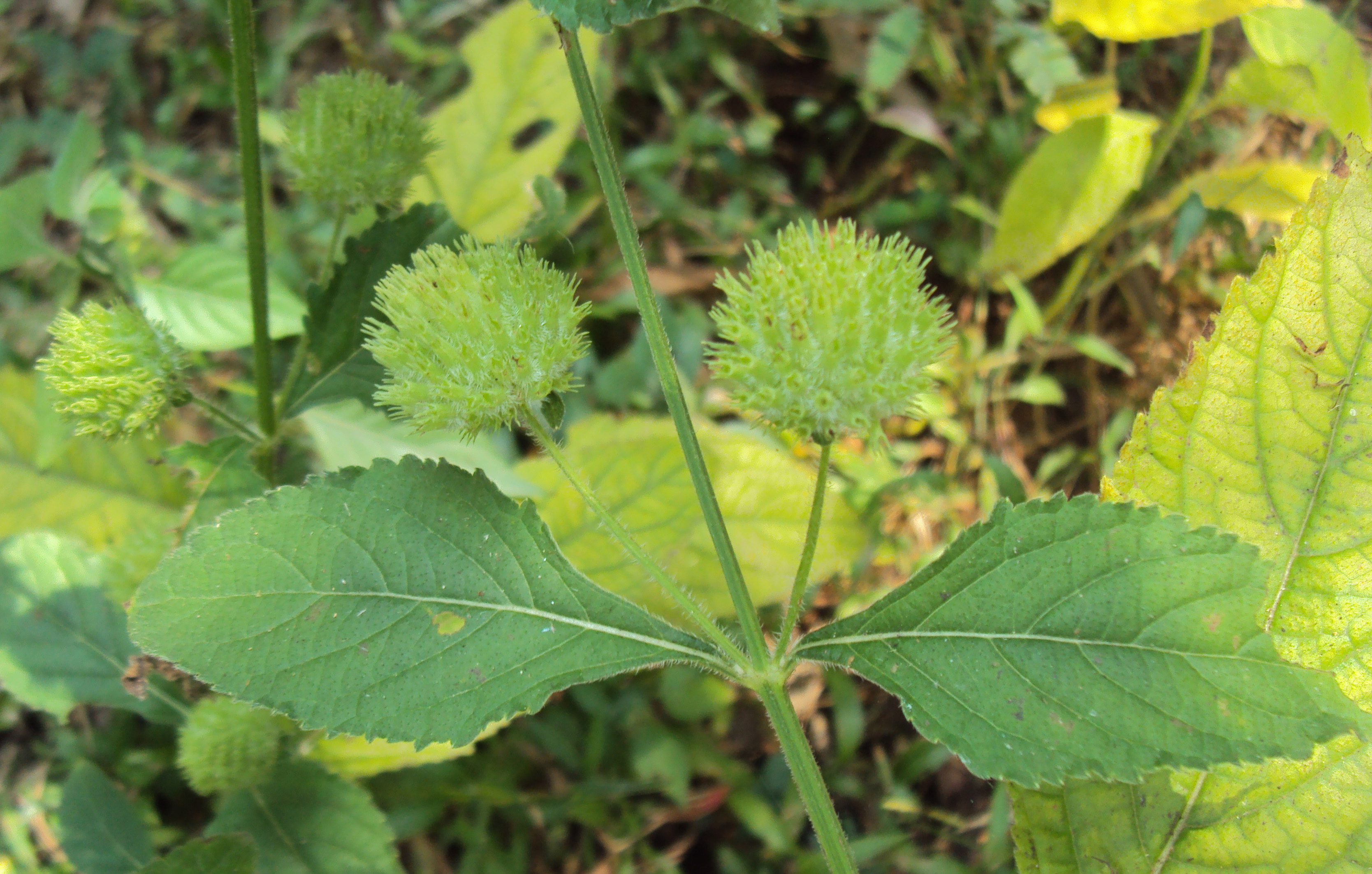
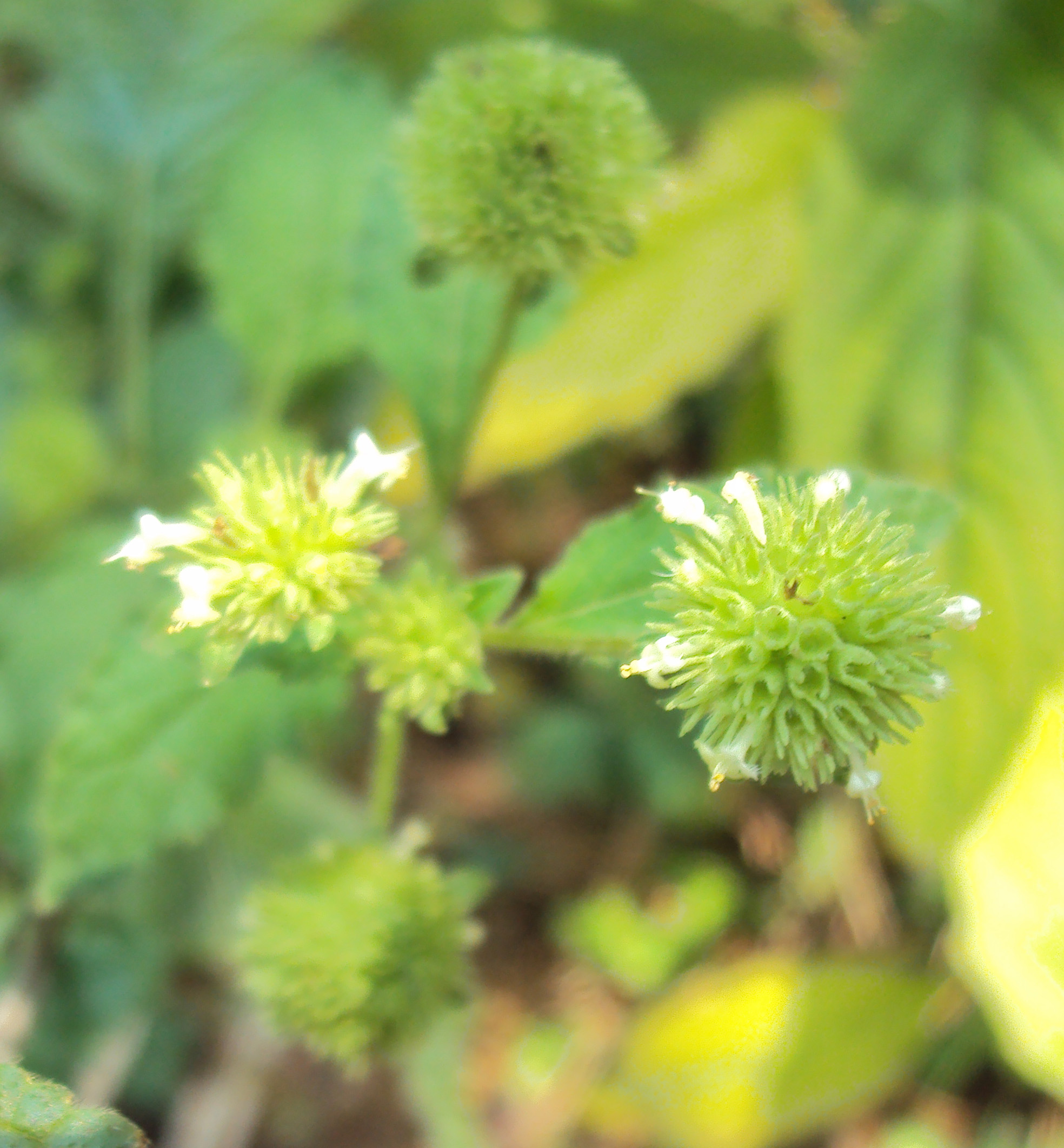